# Plectiscidea erythropyga
Plectiscidea erythropyga är en stekelart som först beskrevs av Forster 1871.  Plectiscidea erythropyga ingår i släktet Plectiscidea och familjen brokparasitsteklar. Inga underarter finns listade i Catalogue of Life.